# Пеньон

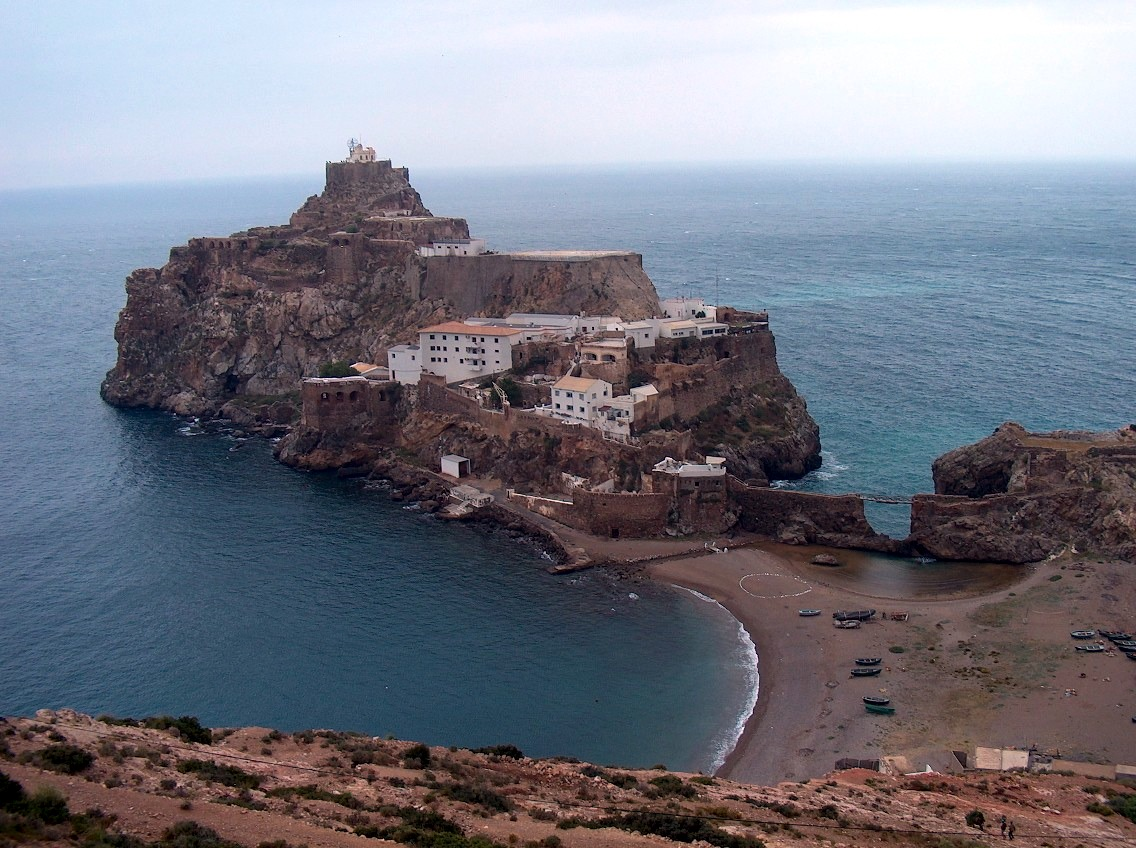
Пеньон-де-Велес-де-ла-Гомера, вид с марокканского берега

Пеньон (исп. Peñón, дословно — «скала») — термин, используемый Испанской империей начиная со средневековья для обозначения маленьких скалистых островов или полуостровов, соединённых косой-томболо с сушей. Термин применялся (и применяется) в основном для островков североафриканского побережья Средиземного моря. Несколько таких островков до сих пор являются частью Суверенных территорий Испании.

## Известные пеньоны
- Пеньон-де-Велес-де-ла-Гомера
- Пеньон-де-Алусемас
- Пеньон-де-Алжир